# Слезавка
Слеза́вка — посёлок при станции в Арзамасском районе Нижегородской области. Входит в состав Абрамовского сельсовета.

## Общие сведения
Расположен на железнодорожной линии!
```
Муром
 — 
Арзамас
.На момент 2018 года, поселок расселен!
```

## Население
| 1999 | 2002 | 2010 |
| ---- | ---- | ---- |
| 68   | ↘49  | ↘32  |

## Улицы
- Железнодорожная